# Julie Baeyens
Pour les articles homonymes, voir Baeyens.
Julie Baeyens, née le 23 janvier 1987 , est une judokate belge qui évolue dans la catégorie des moins de 57 kg (poids légers).
Elle a commencé le judo à 12 ans au Judo Club Marchin et s'entraîne également au JC Inter Gembloux-Wavre.

## Palmarès
Julie Baeyens a fait plusieurs podiums dans des tournois internationaux.

Elle a été trois fois championne de Belgique :
| Chpt de Belgique sénior | Chpt de Belgique sénior | 2004 | 2005 | 2006 | 2007 | 2008 | 2009 | 2010 | 2011 |
| ----------------------- | ----------------------- | ---- | ---- | ---- | ---- | ---- | ---- | ---- | ---- |
| poids légers            | -57 kg                  | 3e   | 2e   | 3e   | 1er  | 1er  | 1er  | -    | -    |